# Supermercato

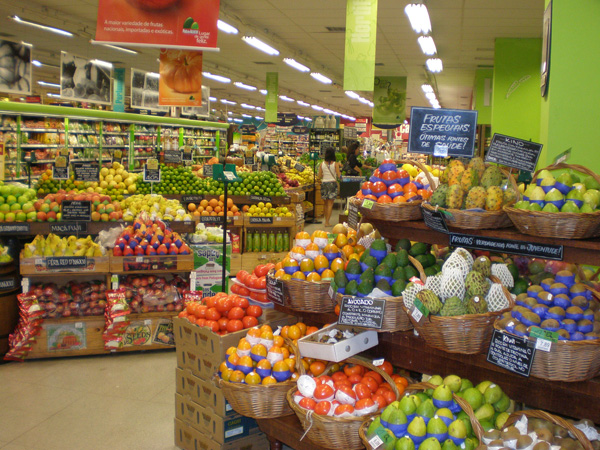
Supermercato brasiliano a San Paolo

Il supermercato è un punto vendita della grande distribuzione organizzata (GDO). È caratterizzato dall'essere un punto vendita al dettaglio self-service a prezzo fisso di prodotti di largo consumo con una superficie compresa tra 400 m² e i 2 500 m².

## Caratteristiche dell'attività
Il fatturato è il principale indicatore della dimensione di un supermercato e della sua capacità di "fare massa" (massa critica), per avere un forte potere contrattuale verso i fornitori e ottenere prezzi più bassi.
Per l'elevato afflusso di liquidità, la grande distribuzione è un'attività che si è pensato di abbinare a quella . Gli incassi divengono in parte depositi della banca, che servono ad espandere il credito con riserva frazionaria. Un solido esempio è la Unipol e la Lega delle Cooperative.
All'interno di un gruppo di società, il supermercato fornisce la liquidità necessaria a pagare i salari, i fornitori e gli altri costi, riducendo il ricorso a temporanei indebitamenti con le banche per il pagamento delle spese correnti (indice di una gestione negativa dell'impresa). In questo senso aumenta l'autonomia finanziaria di una società.
Lo sfasamento temporale fra gli incassi e il pagamento dei fornitori consente per brevi periodi di disporre di una notevole liquidità che può essere reinvestita con profitto dal personale che si occupa di finanza all'interno della grande distribuzione. I ritardi nel pagamento dei fornitori possono dipendere da una momentanea crisi di liquidità, ma anche dal fatto che questa viene impegnata con profitto altrove.
Il supermercato in genere dispone di posti per carne fresca o altri prodotti freschi, latticini, prodotti di gastronomia, prodotti da forno e altri prodotti alimentari. Lo spazio sugli scaffali è riservato anche ai prodotti in scatola e confezionati e a vari articoli non alimentari come stoviglie, detergenti per la casa, prodotti farmaceutici e articoli per animali domestici. Alcuni supermercati vendono anche altri prodotti per la casa consumati regolarmente, come alcol (dove consentito), medicine e abbigliamento, mentre alcuni vendono una gamma molto più ampia di prodotti non alimentari: DVD, attrezzature sportive, giochi da tavolo e articoli stagionali (carta da regalo natalizia, uova di Pasqua, uniformi scolastiche, regali a tema San Valentino, regali per la festa della mamma, regali per la festa del papà e Halloween).
Spesso, ad esempio, i supermercati vendono questi prodotti stagionali con largo anticipo; le uniformi scolastiche possono essere vendute prima dell'inizio delle vacanze estive nella regione e i regali di Natale possono apparire sugli scaffali prima che arrivi Halloween.
Un supermercato più grande a servizio completo combinato con un grande magazzino è talvolta noto come ipermercato. Altri servizi possono includere quelli di banche, bar, centri per l'infanzia/asili nido, assicurazioni (e altri servizi finanziari), vendita di telefoni cellulari, elaborazione di foto, noleggio di film, farmacie e stazioni di servizio. Se il punto di ristoro in un supermercato è sufficientemente consistente, la struttura può essere chiamata "grocerant" ("drogheria"), una combinazione di "grocery" e "restaurant".
Il supermercato tradizionale occupa una grande superficie, solitamente su un unico livello. Di solito è situato vicino a una zona residenziale per essere comodo per i consumatori. L'attrattiva fondamentale è la disponibilità di un'ampia scelta di prodotti sotto un unico tetto, a prezzi relativamente bassi. Altri vantaggi includono la facilità di parcheggio e spesso la comodità di orari di shopping che si estendono fino alla sera o addirittura 24 ore al giorno. I supermercati solitamente stanziano ingenti budget per la pubblicità, tipicamente attraverso giornali e televisione. Presentano anche elaborate esposizioni di prodotti in negozio.
I supermercati sono tipicamente catene di negozi, rifornite dai centri di distribuzione delle loro società madri, aumentando così le opportunità di economie di scala. I supermercati solitamente offrono prodotti a prezzi relativamente bassi sfruttando il loro potere d’acquisto per acquistare beni dai produttori a prezzi inferiori rispetto ai negozi più piccoli. Riducono inoltre al minimo i costi di finanziamento pagando la merce almeno 30 giorni dopo la ricezione e alcuni estraggono termini di credito di 90 giorni o più dai fornitori. Alcuni prodotti (tipicamente alimenti di base come pane, latte e zucchero) vengono venduti molto occasionalmente come "loss leader" (una strategia di prezzo in cui un prodotto viene venduto a un prezzo inferiore al suo costo di mercato) in modo da attirare acquirenti nel loro negozio. I supermercati compensano i loro bassi margini con un elevato volume di vendite e con articoli a margine più elevato acquistati dai clienti. Il self-service con carrelli della spesa o cestini riduce i costi di manodopera e molte catene di supermercati stanno tentando un’ulteriore riduzione passando alle casse self-service.

## Storia

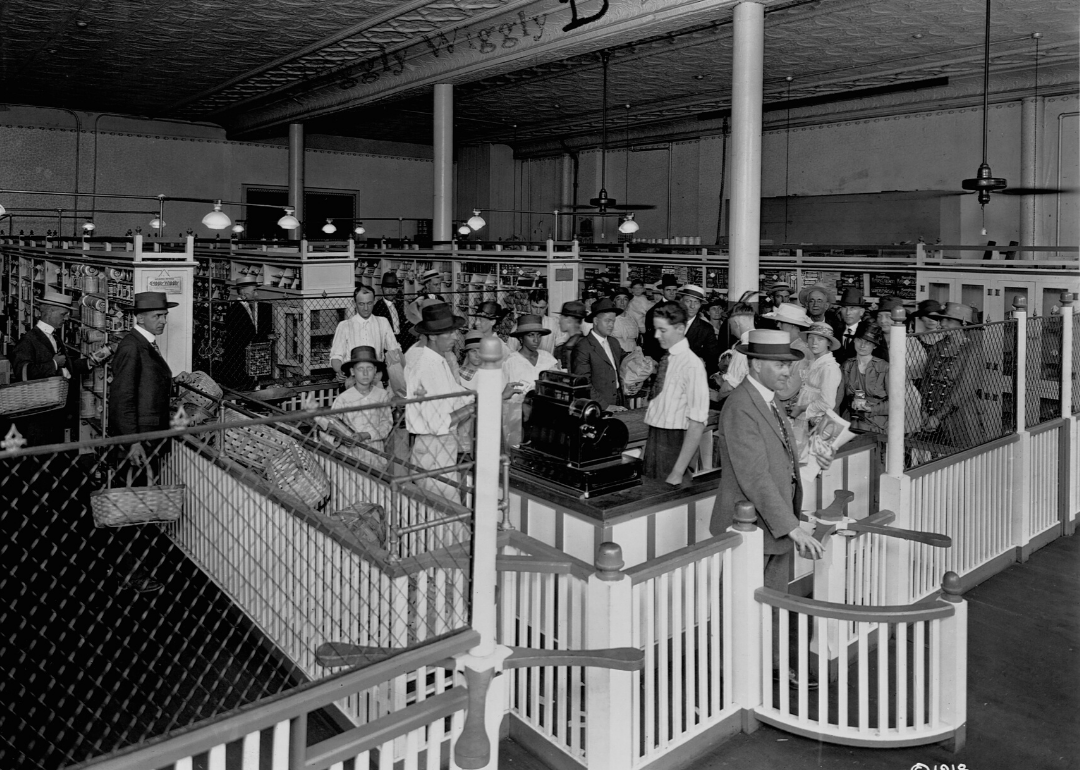
Il Piggly Wiggly store (a Memphis, nel Tennessee) nel 1918. Il primo supermercato (di frutta e verdura) al mondo, aperto nel 1916.

Il primo supermercato aprì negli Stati Uniti nel 1916, nel Tennesse.
Storicamente, in tutto il mondo i primi rivenditori erano venditori ambulanti che commercializzavano la loro merce per le strade; tuttavia, negli anni '20, le vendite di prodotti alimentari al dettaglio negli Stati Uniti si erano spostate principalmente verso piccoli negozi di alimentari all'angolo. A quell'epoca, il modello di business standard del commercio al dettaglio di generi alimentari prevedeva che un impiegato andasse a prendere i prodotti dagli scaffali dietro il bancone del commerciante mentre i clienti aspettavano davanti al bancone, indicando gli articoli che desideravano. La maggior parte degli alimenti e delle merci non venivano forniti in confezioni di dimensioni consumer confezionate singolarmente, quindi l'impiegato doveva misurare e confezionare la quantità precisa desiderata. I commercianti non pubblicavano i prezzi, il che costringeva i clienti a contrattare e contrattare con gli impiegati per raggiungere prezzi equi per i loro acquisti. Questo modello di business era già consolidato in Europa da diversi secoli. Offriva ampie opportunità di interazione sociale: molti consideravano questo stile di shopping come "un'occasione sociale" e spesso "si fermavano per conversare con il personale o altri clienti", inoltre vi era la possibilità di avere la merce a credito da pagare con l'arrivo dello stipendio, la merce veniva recapitata nel quartiere dai garzoni.
Queste pratiche erano per natura lente, richiedevano un’elevata intensità di manodopera ed erano piuttosto costose. Il numero di clienti che potevano essere assistiti contemporaneamente era limitato dal numero del personale impiegato nel negozio. Fare la spesa spesso comportava la visita in più negozi specializzati di solito nelle vicinanze, come un fruttivendolo, una macelleria, una panetteria, una pescheria e un negozio di prodotti secchi, oltre a un emporio. Il latte e altri prodotti di breve durata venivano consegnati da un lattaio.
Il concetto di un mercato alimentare poco costoso che si basa sulle economie di scala è stato sviluppato da Vincent Astor. Fondò l'Astor Market nel 1915, investendo 750.000 dollari della sua fortuna in un angolo di 165′ x 125′ (50×38 metri) tra la 95esima e Broadway, Manhattan, creando, in effetti, un mini-centro commerciale all'aperto che vendeva carne, frutta, altri prodotti alimentari e fiori. L'aspettativa era che i clienti arrivassero da grandi distanze ("miglia intorno"), ma alla fine, anche attirare persone da dieci isolati di distanza era difficile, e il mercato crollò nel 1917.
La Great Atlantic & Pacific Tea Company (A&P), fondata nel 1859, è stata una delle prime catene di negozi di alimentari in Canada e negli Stati Uniti. Divenne comune nelle città del Nord America negli anni '20. Le prime catene come A&P non vendevano carne fresca o prodotti agricoli. Durante gli anni '20, per ridurre il fastidio di visitare più negozi, le catene di negozi di alimentari statunitensi come A&P introdussero il negozio combinato. Si trattava di un negozio di alimentari che riuniva diversi reparti sotto lo stesso tetto, ma generalmente manteneva il tradizionale sistema di commessi che prelevavano i prodotti dagli scaffali su richiesta. Nel 1929, solo un negozio di alimentari su tre negli Stati Uniti era un negozio combinato.
Il concetto di negozio di alimentari self-service è antecedente al supermercato; fu sviluppato dall'imprenditore Clarence Saunders nei suoi negozi Piggly Wiggly, il primo dei quali aprì nel 1916. Saunders ottenne diversi brevetti per le idee che incorporò nei suoi negozi. I negozi furono un successo finanziario e Saunders iniziò a offrire franchising.
Da allora la tendenza generale è stata quella di rifornire gli scaffali durante la notte in modo che i clienti, il giorno successivo, possano ritirare la propria merce e portarla davanti al negozio per pagarla.
Storicamente si è discusso molto sull’origine del supermercato. Ad esempio, le catene di negozi di alimentari della California meridionale Alpha Beta e Ralphs hanno entrambe forti pretese di essere il primo supermercato. Nel 1930, entrambe le catene gestivano già più negozi di alimentari self-service da 1.100 m². Tuttavia, nel 1930, entrambe le catene non erano ancora veri e propri supermercati in senso moderno perché i loro prezzi rimanevano piuttosto alti; Una delle caratteristiche più importanti che definiscono il supermercato è il cibo a buon mercato. Il loro principale punto di forza era il parcheggio gratuito. Altri forti contendenti in Texas includevano Weingarten's e Henke & Pillot.
Per porre fine al dibattito, il Food Marketing Institute, in collaborazione con lo Smithsonian Institution e con il finanziamento di HJ Heinz, ha studiato la questione. Hanno definito gli attributi di un supermercato come "self-service, reparti prodotti separati, prezzi scontati, marketing e vendite in grande quantità". Stabilirono che il primo vero supermercato negli Stati Uniti fu aperto da un ex dipendente della Kroger, Michael J. Cullen, il 4 agosto 1930, all'interno di un ex garage di 560 m2 in Jamaica, nel Queens, nella città di New York. Il negozio King Kullen operava secondo la logica di "accumularlo e venderlo a buon mercato". Il layout è stato progettato da Joseph Unger, che ha ideato il concetto di clienti che utilizzano cestini per raccogliere la spesa prima di effettuare il check-out allo sportello. Ciò che era esposto in vendita nel negozio "aveva i prezzi chiaramente indicati", il che significa che i consumatori non avrebbero più avuto bisogno di contrattare sui prezzi. Cullen descriveva questo negozio come "il più grande distruttore di prezzi al mondo". Al momento della sua morte nel 1936, c'erano diciassette negozi King Kullen in funzione. Sebbene Saunders avesse portato al mondo il self-service, i negozi di uniformi e il marketing a livello nazionale, Cullen ha sviluppato questa idea aggiungendo reparti alimentari separati, vendendo grandi volumi di cibo a prezzi scontati e aggiungendo un parcheggio.
I primi supermercati come King Kullen erano chiamati "mercati economici" dagli esperti del settore dell'epoca; questo fu presto sostituito dalla frase "super mercato". La frase composta venne poi chiusa fino a diventare il termine moderno "supermercato".
Altre catene di alimentari americane affermate negli anni '30, come Kroger e Safeway Inc. inizialmente resistettero all'idea di Cullen, ma alla fine furono costrette a costruire i propri supermercati mentre l'economia sprofondava nella Grande Depressione. I consumatori americani divennero straordinariamente sensibili ai prezzi a un livello mai sperimentato prima. Kroger fece un ulteriore passo avanti con l'idea e fu il pioniere del primo supermercato circondato su tutti e quattro i lati da un parcheggio. Una volta che le grandi catene si unirono alla tendenza dei supermercati, il nuovo formato di vendita al dettaglio si diffuse. Il numero di supermercati americani divenne quasi triplicato, passando da 1.200 in 32 stati nel 1936 a oltre 3.000 in 47 stati nel 1937. Nel 1950 erano ben oltre 15.000. Un segno del successo del formato supermercato nel ridurre i costi del lavoro, le spese generali e i prezzi dei prodotti alimentari è stato il fatto che la percentuale del reddito disponibile speso dai consumatori americani per il cibo è crollata “dal 21% nel 1930 al 16% nel 1940”. L’era moderna del “cibo a buon mercato” era iniziata.
Quando le grandi catene di negozi iniziarono a dominare il panorama alimentare americano con le loro basse spese generali e i prezzi bassi (schiacciando al tempo stesso numerosi piccoli negozi indipendenti lungo il percorso), una reazione a questa radicale alterazione delle infrastrutture di distribuzione alimentare apparve sotto forma di numerose campagne anti-catene. L’idea del “monopsonio”, proposta dall’economista di Cambridge Joan Robinson nel 1933, secondo cui un singolo acquirente potrebbe avere la meglio su un mercato di più venditori, divenne un forte espediente retorico anti-catena. Con la reazione pubblica è arrivata la pressione politica per uniformare il campo di gioco per i venditori più piccoli che non possono permettersi il lusso delle economie di scala. Nel 1936, il Robinson-Patman Act fu implementato come un modo per impedire a catene così grandi di usare il loro potere d'acquisto per ottenere vantaggi rispetto ai piccoli negozi, sebbene l'atto non fosse ben applicato e non avesse molto impatto su tali catene.
I supermercati proliferarono rapidamente sia in Canada che negli Stati Uniti con la crescita della proprietà automobilistica e dello sviluppo suburbano dopo la seconda guerra mondiale. La maggior parte dei supermercati nordamericani si trova nei centri commerciali suburbani come negozio di riferimento insieme ad altri rivenditori più piccoli. Sono generalmente regionali piuttosto che nazionali nel marchio della loro azienda.
In Canada, la più grande azienda di questo tipo è Loblaw, che gestisce negozi con una varietà di insegne mirate a diversi segmenti e regioni, tra cui Fortinos, Zehrs, No Frills, Real Canadian Superstore e Loblaws, la fondazione dell'azienda. Il primo supermercato del Québec fu aperto nel 1934 a Montréal, sotto l'insegna Steinberg's.
Nel Regno Unito, lo shopping self-service ha impiegato più tempo per affermarsi. Ancora nel 1947 nel paese esistevano solo dieci negozi self-service. Nel 1951, l'ex marinaio della Marina statunitense Patrick Galvani, genero del presidente di Express Dairies, propose al consiglio di amministrazione di aprire una catena di supermercati in tutto il paese. Il primo supermercato del Regno Unito con il nuovo marchio Premier Supermarkets aprì a Streatham, nel sud di Londra, prendendo dieci volte di più a settimana rispetto all'emporio britannico medio dell'epoca. Altre catene presero piede, e dopo che Galvani perse nel 1960 contro Jack Cohen di Tesco per acquistare la catena 212 Irwin's, il settore subì un grande consolidamento, dando vita ai "quattro grandi" dominanti nel Regno Unito di oggi: Tesco, Asda, Sainsbury's e Morrison.
Negli anni '50, i supermercati emettevano spesso francobolli commerciali come incentivi per i clienti. Oggi, la maggior parte delle catene emette "tessere associative", "tessere club" o "carte fedeltà" specifiche del negozio. Questi in genere consentono al titolare della carta di ricevere sconti speciali riservati ai membri su determinati articoli quando il dispositivo simile a una carta di credito viene scansionato alla cassa. Le vendite di dati selezionati generati dalle carte club stanno diventando un flusso di entrate significativo per alcuni supermercati.
In molti paesi i supermercati tradizionali devono affrontare una forte concorrenza da parte di discount come Wal-Mart, Aldi e Lidl, che in genere non sono sindacalizzati e operano con un migliore potere d'acquisto. Esiste altra concorrenza da parte di club di magazzino come Costco che offrono risparmi ai clienti che acquistano in grandi quantità. I supermercati, come quelli gestiti da Wal-Mart e Asda, offrono spesso un'ampia gamma di beni e servizi oltre agli alimenti. In Australia, Aldi, Woolworths e Coles sono i principali attori che gestiscono il settore con una forte concorrenza tra tutti e tre. La crescente quota di mercato di Aldi ha costretto gli altri due a tagliare i prezzi e ad aumentare la gamma di prodotti a marchio del distributore. La proliferazione di tali magazzini e ipermercati ha contribuito alla continua scomparsa di piccoli negozi di alimentari locali, alla crescente dipendenza dall'automobile e all'espansione suburbana a causa della necessità di grandi superfici e dell'aumento del traffico veicolare. Ad esempio, nel 2009 il 51% delle vendite interne di Wal-Mart, pari a 251 miliardi di dollari, provenivano da prodotti alimentari. Alcuni critici considerano anticoncorrenziale la pratica comune delle catene di vendere con il metodo "loss leader". Sono anche diffidenti nei confronti del potere negoziale che le grandi, spesso multinazionali, hanno con i fornitori di tutto il mondo..

### Eurozona
A partire dal secondo dopoguerra cominciarono ad affermarsi in Europa catene di supermercati formate da società cooperative, a volte con la denominazione "Coop" (come la Coop italiana, quella svizzera, quella norvegese, etc.).

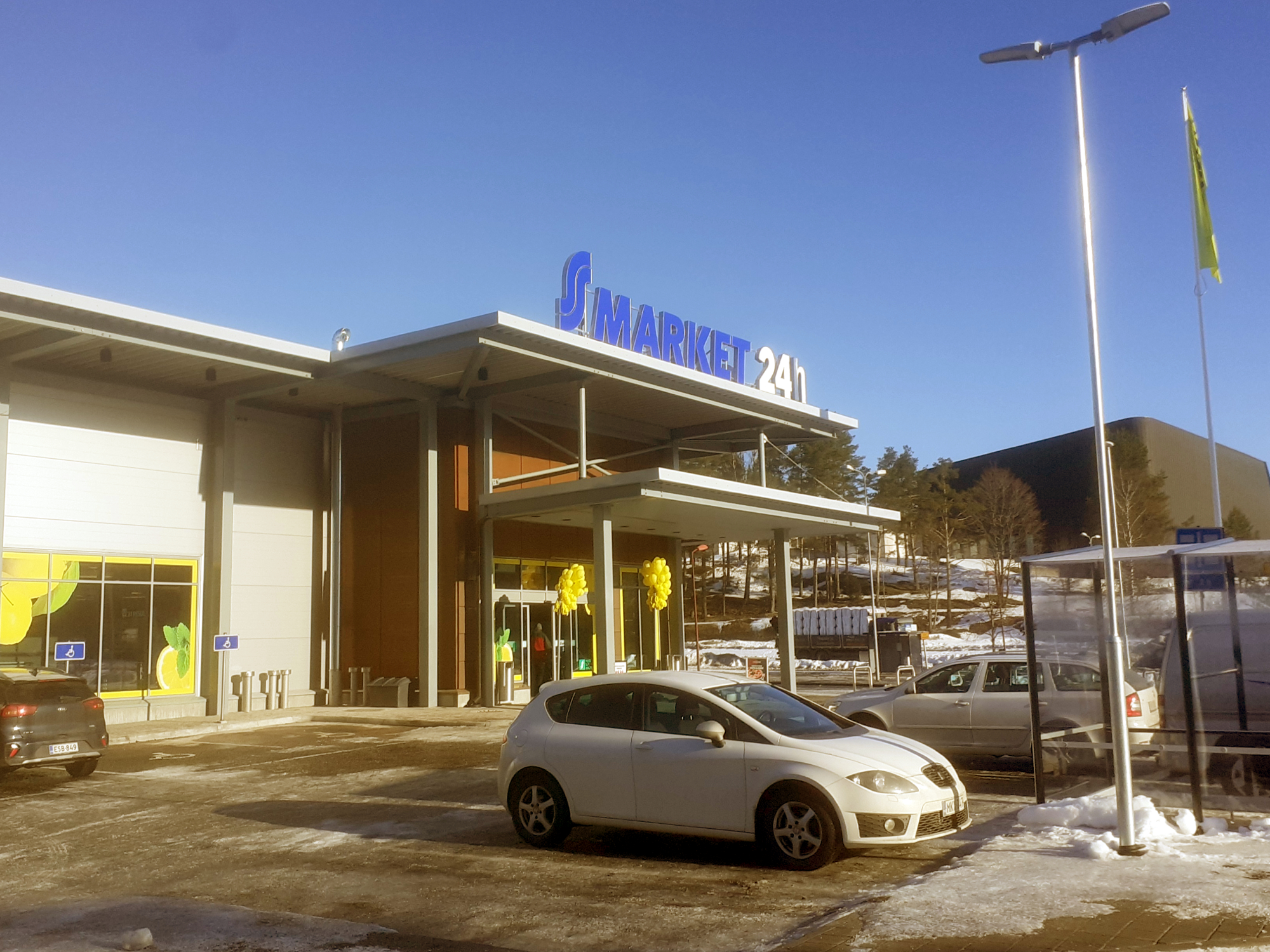
Negozio S-market con servizio 24 ore su 24, 7 giorni su 7 a Klaukkala, Finlandia, 2022.

Tra il 1973 e il 1985, a causa delle due crisi petrolifere, si verificò in tutto l'occidente una crescita dell'inflazione fino al 20-25% che annullò il potere di acquisto ottenuto dai lavoratori dipendenti con gli aumenti salariali di quel periodo. Analoga impennata dei prezzi si manifestò nel periodo dell'introduzione dell'euro, nei paesi aderenti all'eurozona. Mentre i supermercati aderirono ai programmi del Governo di conversione lira/euro per calmierare i prezzi, un controllo sulla piccola distribuzione si mostrò oggettivamente difficile. I prezzi in Italia risultano aumentati anche più del doppio dal 2002 al 2022, con un adeguamento al costo della vita quasi uguale a quello dei paesi del Nordeuropa.
A partire dagli anni '90-2000 cominciarono a riscuotere successo i discount, tra cui la catena tedesca Lidl si è imposta a livello europeo.

#### Italia
Una catena italiana molto famosa è stata la UPIM poi la Standa fondata nel 1931, che nel 1988 entrò a far parte del gruppo Fininvest e divenne un vero e proprio fenomeno di costume (con il celebre slogan "La Casa degli italiani").

##### Disciplina normativa
Nel 1971, i commercianti si unirono in un'associazione che nell'interesse della categoria si oppose all'apertura dei grandi centri commerciali, ottenendo come risultato l'emanazione della legge 426/1971 che introdusse l'obbligo di licenze regionali per la GDO, limiti al numero di supermercati in base ai residenti nel raggio di alcuni chilometri dal centro commerciale, distanze minime fra due centri, e altri benefici quali 44 ore di lavoro settimanali, chiusura il festivo e un giorno alla settimana scelto localmente.
Il decreto Bersani del 2007 abolì l'obbligo di una distanza minima e di proporzionalità al bacino potenziale di clienti. Con la liberalizzazione degli orari degli esercizi commerciali, stabilita con la legge 22 dicembre 2011 n. 214, non sussiste più l'obbligo della chiusura domenicale o festiva.

### Supermercati attivi solo online (21º secolo)

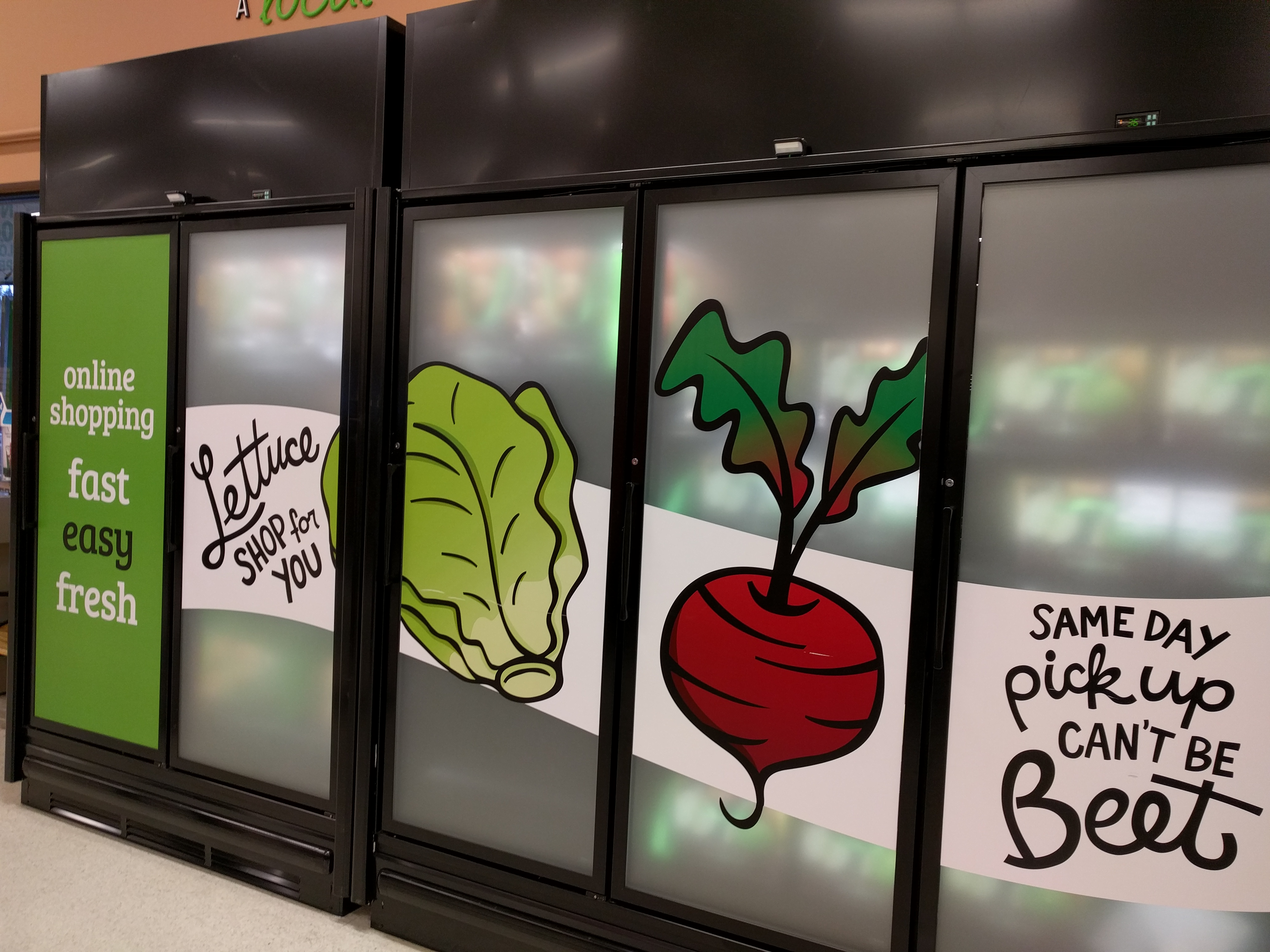
Frigoriferi per il ritiro degli ordini in negozio presso un negozio Save-On-Foods nella Columbia Britannica, Canada.

Durante la bolla delle dot-com, venne fondato Webvan, un supermercato esclusivamente online, che dopo tre anni fallì e fu acquisito da Amazon. Il supermercato online britannico Ocado, che utilizza un elevato grado di automazione nei suoi magazzini, è stato il primo supermercato online di successo. Ocado si espanse fornendo servizi ad altre aziende di supermercati come Waitrose e Morrisons.
I negozi di alimentari come Walmart utilizzano servizi di consegna di cibo offerti da terze parti come DoorDash. Altri servizi di consegna di cibo online, come Deliveroo nel Regno Unito, hanno iniziato a prestare particolare attenzione alla consegna ai supermercati.
I robot per le consegne sono offerti da varie aziende che collaborano con i supermercati.
I centri di micro-adempimento (MFC - Micro-fulfillment centers) sono magazzini relativamente piccoli con sofisticati sistemi automatizzati di impacchettamento che preparano gli ordini per il ritiro e la consegna. Una volta completato l'ordine, il cliente potrà ritirarlo (“click-and-collect”) oppure farlo evadere tramite consegna a domicilio. I supermercati stanno investendo in centri di micro-adempimento con la speranza che l'automazione possa contribuire a ridurre i costi del commercio online e dell'e-commerce accorciando le distanze dal negozio a casa e accelerando le consegne. Molti ritengono che gli MFC siano la chiave per evadere con profitto gli ordini online.

## Tipi

### Classificazione statunitense
L'associazione statunitense dell'industria alimentare FMI, basandosi sulla ricerca di Willard Bishop, definisce i seguenti formati (tipi di negozi) che vendono generi alimentari: 
| Tipo di negozio                                       | Definizione secondo la FMI Food Industry Association/Bishop |
| ----------------------------------------------------- | --- |
| Drogheria tradizionale                                | |
| Supermercato tradizionale                             | Negozi che offrono una linea completa di generi alimentari, carne e prodotti agricoli con un fatturato annuo di almeno 2 milioni di dollari e fino al 15% delle vendite in prodotti generali (GM) e prodotti per la salute e la bellezza (HBC). Questi negozi in genere trasportano da 15.000 a 60.000 SKU (a seconda delle dimensioni del negozio) e possono offrire un servizio di gastronomia, di panetteria e/o una farmacia, ad esempio Albertsons, Safeway, Kroger e Prime Supermarket.    |
| Formato fresco                                        | Diversamente dai supermercati tradizionali e dai tradizionali negozi di alimenti naturali, i negozi di prodotti freschi mettono in risalto i prodotti deperibili e offrono assortimenti del centro commerciale che differiscono da quelli dei rivenditori tradizionali, soprattutto nelle aree di prodotti etnici, naturali e biologici, ad esempio Whole Foods, The Fresh Market e alcuni indipendenti.                                                                                         |
| Formato sconto ad assortimento limitato               | Un negozio di alimentari a basso prezzo con un buon rapporto qualità-prezzo che offre un assortimento limitato di articoli deperibili e del negozio centrale (meno di 2.000 SKU), ad esempio Aldi, Lidl, Trader Joe's e Save-A-Lot. |
| Super warehouse                                       | Un ibrido ad alto volume tra un grande supermercato tradizionale e un magazzino. I negozi "super warehouse" in genere offrono una gamma completa di reparti di servizio, prodotti deperibili di qualità e prezzi ridotti, ad esempio Cub Foods, Food 4 Less e Smart & Final. |
| Altro (piccoli generi alimentari - Convenience store) | Il piccolo negozio di alimentari all'angolo che offre una selezione limitata di generi di prima necessità e altri beni di prima necessità. Questi negozi da asporto generano circa 1 milione di dollari di affari all'anno, ad esempio 7-Eleven, FamilyMart, Alfamart |
| Generi alimentari non tradizionali                    | |
| Club all'ingrosso                                     | Un ibrido di vendita al dettaglio/all'ingrosso con una selezione varia e una varietà limitata di prodotti presentati in un ambiente di tipo magazzino. Questi negozi di circa 120.000 piedi quadrati (circa 36.500 metri) hanno una percentuale di GM/HBC compresa tra il 60% e il 70% e una linea di generi alimentari dedicata ai grandi formati e alle vendite all'ingrosso. Gli abbonamenti includono sia account aziendali che gruppi di consumatori, ad esempio Sam's Club, Costco e BJ's. |
| Supercentro                                           | Un ibrido tra un grande supermercato tradizionale e un grande magazzino. I supercentri offrono un'ampia varietà di prodotti alimentari, oltre a prodotti non alimentari. Questi negozi hanno una superficie media di oltre 170.000 piedi quadri (circa 51.800 metri quadri) e in genere dedicano fino al 40% dello spazio ai prodotti alimentari, ad esempio Walmart Supercenter, Super Target, Meijer e Kroger Marketplace.                                                                     |
| Negozio di varietà                                    | Un piccolo formato di negozio che tradizionalmente vendeva beni di prima necessità e soprammobili, ma ora le vendite di cibo e articoli di consumo a prezzi aggressivi rappresentano almeno il 20% e fino al 66% del loro volume, ad esempio Dollar General, Dollar Tree, Action, Pep&Co, Poundland e Family Dollar. |
| Farmacia                                              | Un negozio di farmaci con prescrizione medica che genera almeno il 20% delle vendite totali da materiali di consumo, articoli generici e articoli stagionali. Questo canale comprende le principali catene di farmacie come Walgreens, DM, AS Watson e CVS. |
| Merchandiser di massa                                 | Un grande negozio che vende principalmente articoli di linea dura, abbigliamento, elettronica e articoli sportivi, ma vende anche generi alimentari e articoli alimentari non commestibili. Questo canale include i tradizionali Walmart, Kmart e Target. |
| Militare (commissari)                                 | Un formato che assomiglia a un negozio di alimentari convenzionale che vende generi alimentari e materiali di consumo, ma è limitato all'uso da parte del personale militare attivo o in pensione. Ai civili di solito non è consentito fare acquisti in questi negozi (denominati commissari). |
| E-Commerce (alimentari e di consumo)                  | Prodotti alimentari e di consumo ordinati tramite Internet tramite qualsiasi dispositivo, indipendentemente dal metodo di pagamento o di evasione. Questo canale include Amazon e Peapod, nonché l'attività di e-commerce generata dai tradizionali rivenditori fisici, ad esempio Coborns (Coborns Delivers) e ShopRite (ShopRite from Home e ShopRite Delivers). Gli altri segmenti di vendita al dettaglio non tradizionali di cui sopra includono la loro attività di e-commerce.            |

### Supermercati biologici ed ecologici
Alcuni supermercati si stanno concentrando sulla vendita di più (o addirittura esclusivamente) prodotti biologici certificati. Altri stanno cercando di differenziarsi vendendo meno (o nessun) prodotto contenente olio di palma. Ciò poiché la domanda di olio di palma è uno dei principali motori della distruzione delle foreste pluviali. In risposta alla crescente preoccupazione per l'uso massiccio di plastica a base di petrolio per gli imballaggi alimentari, sono in aumento i cosiddetti supermercati e generi alimentari "zero rifiuti" e "senza plastica".

## Crescita nei paesi in via di sviluppo

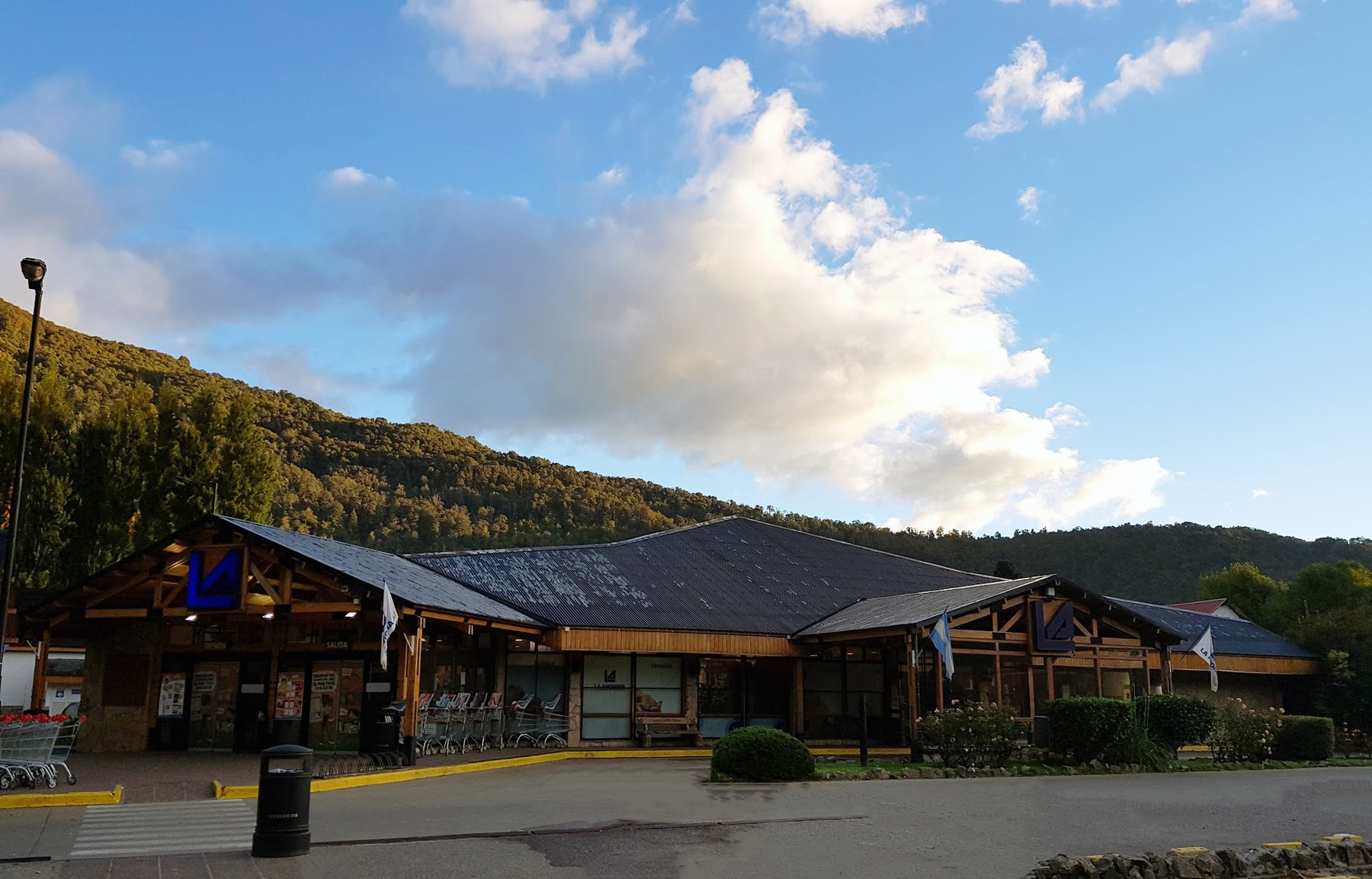
Lato esterno di un supermercato La Anonima in Argentina.

A partire dagli anni ’90, il settore alimentare nei paesi in via di sviluppo si è trasformato rapidamente, in particolare in America Latina, Sud-Est asiatico, India, Cina e Sudafrica. Con la crescita si è accompagnata una notevole concorrenza e un certo grado di consolidamento. La crescita è stata guidata dall’aumento del benessere e dall’ascesa della classe media; l'ingresso delle donne nel mondo del lavoro con un conseguente incentivo alla ricerca di cibi facili da preparare; la crescita dell'uso dei frigoriferi, che rende possibile fare acquisti settimanali invece che giornalieri; e la crescita del possesso di automobili, che facilita i viaggi verso negozi lontani e gli acquisti di grandi quantità di beni. Le opportunità offerte da questo potenziale hanno incoraggiato diverse aziende europee a investire in questi mercati (principalmente in Asia) e aziende americane a investire in America Latina e Cina. Anche le aziende locali sono entrate nel mercato. Lo sviluppo iniziale dei supermercati è stato ora seguito dalla crescita degli ipermercati. Inoltre ci sono stati investimenti da parte di aziende come Makro e Metro Cash and Carry in operazioni Cash and Carry su larga scala.
Sebbene la crescita delle vendite di cibi lavorati in questi paesi sia stata molto più rapida rispetto alla crescita delle vendite di alimenti freschi, la natura imperativa dei supermercati per realizzare economie di scala negli acquisti significa che l’espansione di essi in questi paesi ha importanti ripercussioni per le piccole imprese, in particolare su aziende agricole che coltivano prodotti deperibili (destinati cioè a deteriorarsi, alterarsi o avariarsi in brevi tempi). Si sono sviluppate nuove catene di approvvigionamento (supply chiain, ossia il processo che permette di portare sul mercato un prodotto o servizio, trasferendolo dal fornitore al cliente) che comportano la formazione di "cluster" (una concentrazione geografica di aziende, fornitori e istituzioni associate interconnesse in un particolare campo), grossisti specializzati, agricoltori che organizzano l’approvvigionamento e associazioni o cooperative di agricoltori. In alcuni casi i supermercati hanno organizzato i propri acquisti presso piccoli agricoltori; in altri i mercati all’ingrosso si sono adattati per soddisfare le esigenze dei supermercati.

## Merce tipica del supermercato

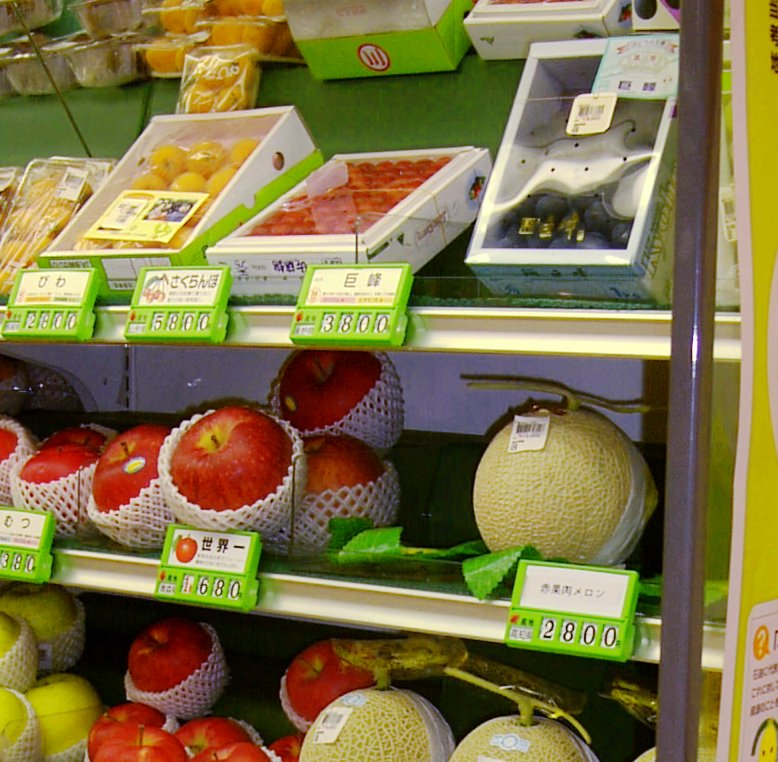
Frutta esposta in un supermercato in Giappone.

I supermercati più grandi nel Nord America e in Europa vendono generalmente molti articoli di molte marche, dimensioni e varietà. L'editore statunitense Supermarket News elenca, ad esempio, le seguenti categorie:
- Panetteria (pasticceria confezionata e talvolta panetteria di servizio e/o panetteria in loco)
- Bevande (analcoliche confezionate, a volte anche alcoliche se le leggi lo consentono)
- Non alimentare e farmacia (ad esempio sigarette, biglietti della lotteria e farmaci da banco, come consentito dalle leggi), noleggio di DVD, libri e riviste, compresi tabloid, biglietti di auguri, giocattoli, articoli per la casa come lampadine, tappeti, tende, eccetera
- Cura personale, ad esempio cosmetici, saponi, shampoo
- "Produce" (termine usato per indicare frutta e verdura fresca)
- Floreale (fiori e piante)
- Gastronomia (affettati, formaggi, ecc.)
- Cibi preparati (confezionati e surgelati)
- Carne (fresca confezionata, congelata, talvolta con servizio di macelleria)
- Frutti di mare (freschi confezionati, congelati, a volte con servizio di macelleria)
- Latticini (prodotti lattiero-caseari e uova)
- Igiene (ad esempio detersivi, carta igienica, prodotti per la pulizia della casa)
- Multiculturale (cibi etnici)
- Alimenti secchi sfusi
- Prodotti per animali come cibo, giocattoli, gabbie, cucce, eccetera

Gli ipermercati hanno una gamma più ampia di categorie non alimentari come abbigliamento, elettronica, decorazioni per la casa ed elettrodomestici.

## Strategie di layout

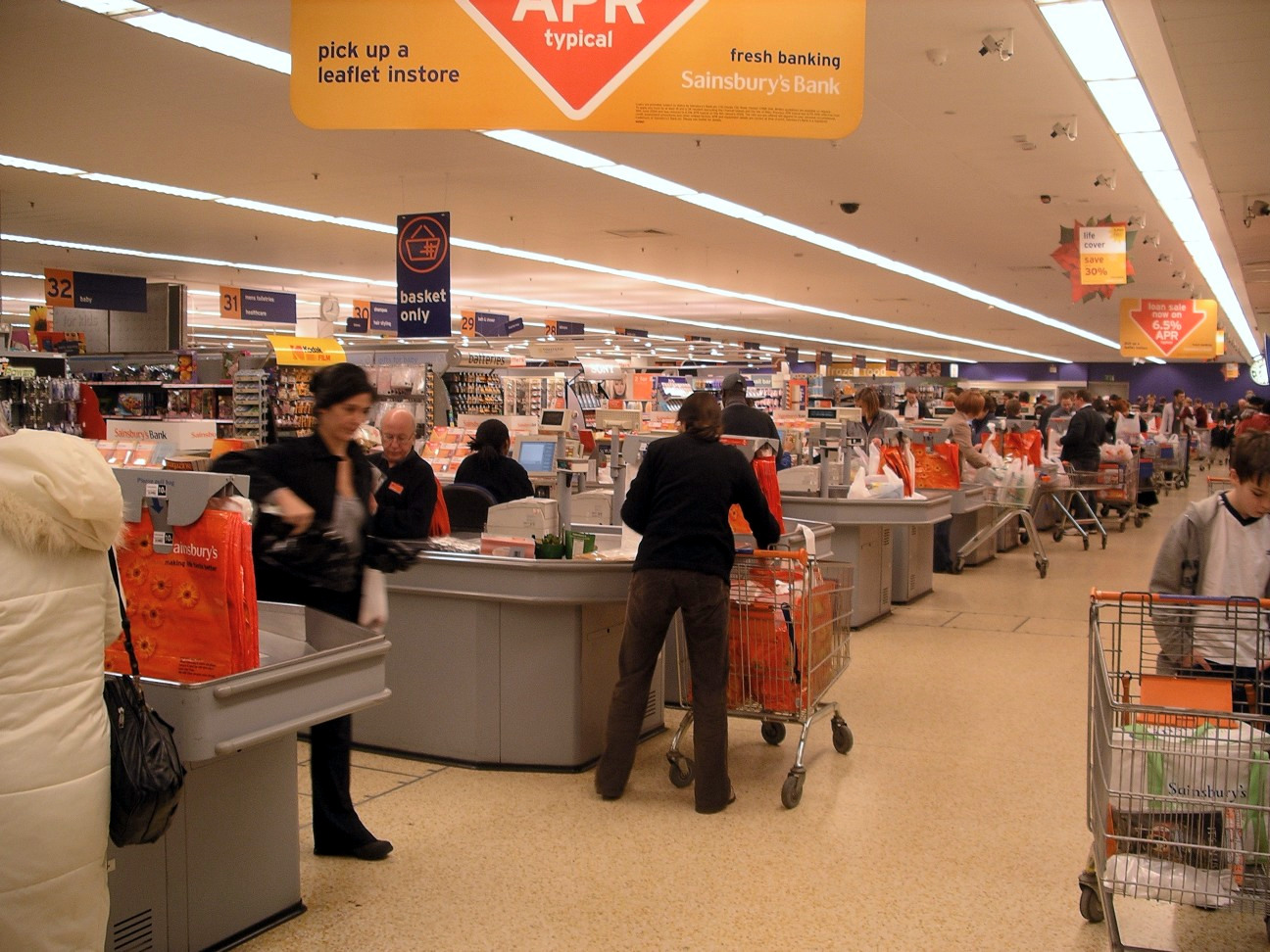
Le casse del supermercato Sainsbury's del Regno Unito.

La maggior parte della merce arriva al supermercato già imballata. I pacchi vengono posizionati sugli scaffali, disposti in corsie e sezioni in base alla tipologia di articolo. Alcuni articoli, come i prodotti freschi, vengono conservati nei contenitori. Quelli che necessitano di una catena del freddo intatta si trovano in vetrine a temperatura controllata.
Mentre il marchio e la pubblicità del negozio differiscono da azienda ad azienda, il layout di un supermercato rimane praticamente invariato. Sebbene le grandi aziende trascorrano il loro tempo offrendo ai consumatori una piacevole esperienza di acquisto, la progettazione di un supermercato è direttamente collegata al marketing in-store che i supermercati devono condurre per indurre gli acquirenti a spendere più soldi mentre sono lì.
Ogni aspetto del negozio è mappato e viene prestata attenzione al colore, al testo e alla struttura della superficie. Il layout complessivo di un supermercato è un progetto di visual merchandising che gioca un ruolo importante. I negozi possono utilizzare in modo creativo un layout per alterare la percezione dell'atmosfera da parte dei clienti. In alternativa, possono valorizzare l'atmosfera del negozio attraverso la comunicazione visiva (segni e grafica), l'illuminazione, i colori e i profumi. Ad esempio, per dare la sensazione che il supermercato sia sano, i prodotti freschi sono deliberatamente posizionati nella parte anteriore del negozio. In termini di prodotti da forno, i supermercati solitamente dedicano dai 30 ai 40 piedi di spazio (tra i 9 e i 12 metri circa) alle panetterie.
I supermercati sono progettati per "dare a ogni sezione di prodotto un senso di differenza individuale e questo è evidente nella progettazione di quelli che vengono chiamati i reparti di ancoraggio: prodotti freschi, latticini, specialità gastronomiche, carne e panetteria". Ogni sezione ha rivestimenti del pavimento, stile, illuminazione diversi e talvolta anche banchi di servizi individuali per consentire agli acquirenti di sentirsi come se ci fossero più mercati all'interno di un unico supermercato.
Gli esperti di marketing utilizzano tecniche ben studiate per cercare di controllare il comportamento di acquisto. Alcuni ritengono che il layout di un supermercato consista di alcune regole pratiche e di tre principi di layout. I prodotti ad alto rendimento vengono collocati in aree separate del negozio per continuare ad attirare il consumatore attraverso di esso. I prodotti ad alto impulso e ad alto margine vengono posizionati nelle aree predominanti per attirare l'attenzione. I prodotti Power vengono posizionati su entrambi i lati del corridoio per creare una maggiore consapevolezza del prodotto, e le testate terminali vengono utilizzate per ricevere un'elevata esposizione di un determinato prodotto sia su offerte speciali, promozioni o in una campagna, o su una nuova linea.
Il primo principio del layout è la circolazione. Essa viene creata disponendo i prodotti in modo che il supermercato possa controllare il flusso di traffico del consumatore. Insieme a questo percorso, ci saranno articoli ad alto rendimento e ad alto impulso che influenzeranno il consumatore a fare acquisti che non aveva originariamente previsto. Le aree di servizio come i bagni sono collocate in un luogo che attira il consumatore oltre determinati prodotti per creare acquisti extra. Gli articoli di prima necessità come pane e latte si trovano nella parte posteriore del negozio per favorire l'inizio della circolazione. I banchi dei cassieri sono posti in posizione tale da favorire la circolazione. Nella maggior parte dei supermercati l’ingresso sarà sul lato destro perché alcune ricerche suggeriscono che i consumatori che si spostano in senso antiorario spendono di più. Tuttavia, altri ricercatori hanno sostenuto che i consumatori che si muovono in direzione oraria possono formare migliori mappe mentali del negozio che portano a loro volta a maggiori vendite.
Il secondo principio del layout è il coordinamento. Esso è la disposizione organizzata del prodotto che promuove le vendite. Prodotti come le linee a vendita rapida e a vendita lenta sono collocati in posizioni strategiche a sostegno del piano di vendita complessivo. I manager a volte collocano articoli diversi in luoghi di vendita rapida per aumentare il fatturato o promuovere una nuova linea.
Il terzo principio è la comodità del consumatore. Il layout di un supermercato è progettato per creare un elevato grado di comodità per il consumatore per rendere piacevole l'esperienza di acquisto e aumentare la spesa del cliente. Ciò avviene attraverso la natura del merchandising e dell'inserimento di prodotti. Esistono molte idee e teorie diverse in relazione al layout e al modo in cui il layout del prodotto può influenzare gli acquisti effettuati. Una teoria suggerisce che alcuni prodotti debbano essere posizionati insieme o vicini tra loro nel caso in cui siano di natura simile o complementare, per aumentare la spesa media del cliente. Questa strategia viene utilizzata per creare somiglianze nelle vendite tra categorie diverse. In altre parole, il dentifricio è accanto o adiacente agli spazzolini da denti e il tè e il caffè sono lungo lo stesso corridoio dei biscotti dolci. Questi prodotti si completano a vicenda e posizionarli vicini è un modo in cui gli esperti di marketing cercano di aumentare gli acquisti.
Per quanto riguarda il posizionamento verticale, i marchi generici economici tendono a trovarsi sugli scaffali più bassi, i prodotti attraenti per i bambini sono posizionati a metà coscia e i marchi più redditizi sono posizionati all’altezza degli occhi.
Il quarto principio è l'uso della psicologia del colore e della posizione del cibo, usato anche nel branding dei fast food.
Gli psicologi che studiano i consumatori suggeriscono che la maggior parte degli acquirenti tende ad entrare nel negozio e fare i primi acquisti alla loro destra. Alcuni supermercati, quindi, scelgono di posizionare l'ingresso sul lato sinistro poiché il consumatore probabilmente girerà a destra all'entrata, e questo consente ad esso di fare un giro completo in senso antiorario attorno al negozio prima di tornare alle casse. Ciò suggerisce che gli operatori di marketing dei supermercati dovrebbero utilizzare questa teoria a proprio vantaggio posizionando le loro esposizioni temporanee di prodotti sul lato destro per invogliarvi a effettuare un acquisto non pianificato. Inoltre, le estremità dei corridoi sono molto apprezzate dalle aziende produttrici, che pagano cifre molto alte per collocare in quelle strategiche posizioni i loro prodotti. Queste estremità del corridoio vengono utilizzate per indurre i clienti a effettuare un acquisto immediato e anche per invogliarli a fare acquisti lungo il corridoio. Il luogo più ovvio in cui la disposizione del supermercato influenza i consumatori è la cassa. Ad ogni cassa si trovano piccoli espositori di caramelle, riviste e bevande per tentare gli acquirenti mentre aspettano di essere serviti.

## Critiche
La grande scala dei supermercati, pur migliorando spesso i costi e l’efficienza per i clienti, può esercitare una pressione economica significativa sui fornitori e sui negozianti più piccoli che chiudono lasciando intere aree specialmente quelle minori scoperte con perdita di posti di lavoro, rapporti di conoscenza di quartiere, possibilità di credito alimentare. I supermercati spesso generano considerevoli rifiuti alimentari, sebbene le tecnologie moderne come le unità di metanogenesi potrebbero forse trasformare i rifiuti in una fonte economica di energia.

## Elenco delle principali catene di supermercati
| Catena                                     | Sede centrale         | Paesi serviti (oltre alla sede) | Mappa |
| 7-Eleven                                   | Giappone Stati Uniti  | Australia, Canada, Cina, Cambogia, Danimarca, Hong Kong, Israele, Macao, Malesia, Messico, Norvegia, Filippine, Singapore, Corea del Sud, Svezia, Taiwan, Tailandia |       |
| Aeon                                       | Giappone              | Australia, Cambogia, Cina, Hong Kong, India, Indonesia, Laos, Malesia, Mongolia, Filippine, Corea del Sud, Singapore, Taiwan, Tailandia, Vietnam |       |
| Ahold Delhaize                             | Olanda                | Belgio (come Albert Heijn e Delhaize), Repubblica Ceca (come Albert), Grecia (come Alfa-Beta Vassilopoulos), Indonesia (come Super Indo), Paesi Bassi (come Albert Heijn, Gall&Gall e Etos), Lussemburgo (come Delhaize), Portogallo (come Pingo Doce), Romania (come Mega Image), Serbia (come Maxi), Stati Uniti (come Food Lion, Giant, Hannaford, Stop & Shop) |       |
| Aldi Nord                                  | Germania              | Belgio, Danimarca, Francia, Lussemburgo, Paesi Bassi, Polonia, Portogallo, Spagna, Stati Uniti (con il marchio Trader Joe's) |       |
| Aldi Süd                                   | Germania              | Australia, Austria (come Hofer), Cina, Ungheria, Irlanda, Italia, Slovenia (come Hofer), Svizzera, Regno Unito, Stati Uniti |       |
| Aldi                                       | Germania (Sud e Nord) | Australia (Süd), Austria (Süd come Hofer), Cina (Süd), Ungheria (Süd), Irlanda (Süd), Italia (Süd), Slovenia (Süd come Hofer), Svizzera (Süd), Regno Unito (Süd), Stati Uniti (Süd), Belgio (Nord), Danimarca (Nord), Francia (Nord), Lussemburgo (Nord), Paesi Bassi (Nord), Polonia (Nord), Portogallo (Nord), Spagna (Nord), Stati Uniti (Nord marchiato come Trader Joe's) |       |
| Edeka                                      | Germania              | Danimarca |       |
| Extra                                      | Germania              | |       |
| Tengelmann Group                           | Germania              | |       |
| Minimal                                    | Germania              | Polonia |       |
| Auchan                                     | Francia               | Spagna, Lussemburgo, Portogallo, Polonia, Romania, Ungheria, Russia, Ucraina, Taiwan, Senegal, Mauritania, Tagikistan, Tunisia |       |
| Big C                                      | Tailandia             | Laos, Vietnam |       |
| Billa                                      | Austria               | Bulgaria, Repubblica Ceca, Slovacchia |       |
| BİM                                        | Turchia               | Marocco, Egitto |       |
| Carrefour                                  | Francia               | Algeria, Argentina, Armenia, Bahrein, Belgio, Brasile, Camerun, Cina, Cipro, Repubblica Dominicana, Egitto, Georgia, Indonesia, Irak, Israele, Italia, Costa d'Avorio, Giordania, Kenya, Kuwait, Libano, Marocco, Oman, Pakistan ("Hyper Star"), Polonia, Qatar, Romania, Arabia Saudita, Senegal, Spagna, Taiwan, Bahamas, Tunisia, Turchia, Uganda, Emirati Arabi Uniti |       |
| Champion                                   | Francia               | Belgio, Spagna, Polonia, Grecia, Turchia, Argentina, Brasile |       |
| Casino                                     | Francia               | Argentina (Grupo Éxito), Brasile (GPA), Camerun (Bao), Colombia (Grupo Éxito), Uruguay (Grupo Éxito) |       |
| CBA                                        | Ungheria              | Bulgaria, Croazia, Repubblica Ceca, Lituania, Polonia, Romania, Serbia, Slovacchia |       |
| Cencosud                                   | Chile                 | Argentina, Brasile, Colombia, Perù |       |
| Chedraui                                   | Messico               | Stati Uniti |       |
| Conad                                      | Italia                | Albania, Cina, Kosovo, Malta, San Marino |       |
| Co-op Atlantic                             | Canada atlantico      | |       |
| Coop amba                                  | Danimarca             | |       |
| Coop Hungary                               | Ungheria              | |       |
| Coop Italia                                | Italia                | San Marino |       |
| Coop Nederlands                            | Olanda                | |       |
| Coop Norge                                 | Norvegia              | |       |
| Coop (Puerto Rico)                         | Porto Rico            | |       |
| Coop (Sweden)                              | Svezia                | |       |
| Co-op Food                                 | Regno Unito           | |       |
| Coop                                       | Svizzera              | Liechtenstein |       |
| Co-op Food                                 | Regno Unito           | |       |
| Cora                                       | Francia               | Belgio, Lussemburgo, Romania |       |
| Costco                                     | Stati Uniti           | Australia, Canada, Giappone, Messico, Corea del Sud, Spagna, Taiwan, Regno Unito, Francia, Cina, |       |
| Crai                                       | Italia                | Albania, Malta, San Marino |       |
| Denner                                     | Svizzera              | Liechtenstein |       |
| Dunnes                                     | Irlanda               | Spagna, Regno Unito, Portogallo |       |
| Leclere                                    | Francia               | Andorra, Polonia, Portogallo, Riunione, Slovenia, Spagna |       |
| Géant Casino                               | Francia               | Martinica, Gibuti, Uruguay, Qatar, Tunisia, Guadalupa, Guyana, Wallis-et-Futuna, Libia |       |
| Dominick's                                 | Stati Uniti           | |       |
| e-mart                                     | Corea del Sud         | Mongolia, Vietnam |       |
| Eataly                                     | Italia                | Brasile, Canada, Francia, Germania, Giappone, Kuwait, Qatar, Russia, Arabia Saudita, Corea del Sud, Svezia, Turchia, Emirati Arabi Uniti, Regno Unito, Stati Uniti |       |
| Eurospin                                   | Italia                | Slovenia, Croazia |       |
| Famila                                     | Germania              | Italia (affiliato di Selex) |       |
| FamilyMart                                 | Giappone              | Cina, Indonesia, Malesia, Filippine, Taiwan, Tailandia, Vietnam |       |
| Four Square supermarkets                   | Nuova Zelanda         | Australia |       |
| H-E-B                                      | Stati Uniti           | Messico |       |
| Intermarché                                | Francia               | Belgio, Portogallo, Polonia, Monaco |       |
| Isetan                                     | Giappone              | Cina, Malesia, Singapore, Taiwan, Tailandia |       |
| Ito-Yokado                                 | Giappone              | Cina |       |
| Jeronimo Martins                           | Portogallo            | La Colombia marchiata ARA, la Polonia marchiata Biedronka |       |
| JUSCO                                      | Giappone              | Cina (continente e Hong Kong), Malesia, Taiwan |       |
| Kaufland                                   | Germania              | Bulgaria, Croazia, Repubblica Ceca, Montenegro, Moldavia, Polonia, Romania, Slovacchia |       |
| Kesko                                      | Finlandia             | Bielorussia, Estonia, Lettonia, Lituania, Norvegia, Russia, Svezia |       |
| Konzum                                     | Croazia               | Bosnia ed Erzegovina, Serbia (con il marchio Idea) |       |
| Lidl                                       | Germania              | Austria, Belgio, Bulgaria, Croazia, Cipro, Repubblica Ceca, Danimarca, Estonia, Finlandia, Francia, Grecia, Ungheria, Irlanda, Italia, Lettonia, Lituania, Lussemburgo, Malta, Paesi Bassi, Polonia, Portogallo, Romania, Serbia, Slovacchia, Slovenia, Spagna, Svezia, Svizzera, Regno Unito, Stati Uniti |       |
| Lotte Mart                                 | Corea del Sud         | Cina, Indonesia, Vietnam |       |
| Lulu Hypermarket                           | Emirati Arabi Uniti   | Bahrein, Arabia Saudita, Kuwait, Oman, Qatar, Egitto, India, Yemen, Indonesia |       |
| Makro (SHV Holdings)                       |                       | Argentina, Brasile, Colombia, Venezuela |       |
| Makro (CP All)                             | Tailandia             | Cambogia, Cina, India, Myanmar |       |
| Maxima Group                               | Lituania              | Lettonia, Estonia, Bulgaria (marchio T-Market), Polonia (marchio Stokrotka) |       |
| Maxvalu Tokai                              | Giappone              | Thailandia (marchiato come MaxValu e MaxValu Tanjai) |       |
| Meny                                       | Norvegia              | Danimarca |       |
| Mercator                                   | Slovenia              | Bosnia ed Erzegovina, Croazia, Montenegro, Serbia |       |
| Mercator-S                                 | Serbia                | |       |
| Metro                                      | Germania              | Austria, Belgio, Bulgaria, Croazia, Repubblica Ceca (come Makro), Francia, Grecia, Ungheria, India, Italia, Giappone, Moldavia, Marocco, Paesi Bassi (come Makro), Pakistan, Polonia (come Makro), Portogallo (come Makro), Romania, Russia, Serbia, Slovacchia, Spagna (come Makro), Turchia, Ucraina |       |
| Migros                                     | Svizzera              | Liechtenstein, Francia, Germania (come tegut…) |       |
| Migros Türk                                | Turchia               | Azerbaigian, Kirghizistan, Kazakistan, Macedonia del Nord, Russia |       |
| MPreis                                     | Austria               | Italia |       |
| Netto                                      | Danimarca             | Germania, Polonia, Regno Unito, Svezia, Lituania, Lettonia, Estonia, Norvegia, Svezia, Islanda, Isole Faroe, Groenlandia |       |
| Netto UK                                   | Regno Unito           | |       |
| Netto (Les Mousquetaires)                  | Francia               | Polonia, Portogallo |       |
| Netto Marken-Discount                      | Germania              | |       |
| Northern                                   | Canada                | Stati Uniti (Alaska) |       |
| PARKnSHOP                                  | Hong Kong             | Cina, Macao |       |
| Parkson                                    | Malaysia              | Cina, Vietnam, Laos, Indonesia e Myanmar |       |
| Penny                                      | Germania              | Austria, Bulgaria, Ungheria, Italia, Repubblica Ceca, Romania, Turchia |       |
| Prisma                                     | Finlandia             | Estonia, Russia |       |
| REMA 1000                                  | Norvegia              | Danimarca |       |
| Rimi Baltic                                | Lettonia              | Estonia, Lituania |       |
| Selex                                      | Italia                | San Marino |       |
| Selgros                                    | Germania              | Polonia, Romania, Russia |       |
| SISA                                       | Italia                | Grecia |       |
| SPAR                                       | Olanda                | Albania, Australia, Austria, Belgio, Botswana, Cina, Croazia, Repubblica Ceca, Danimarca, Francia, Germania, Grecia, Ungheria, India, Irlanda, Italia, Giappone, Mauritius, Montenegro, Namibia, Norvegia, Pakistan, Polonia, Romania, Russia, Slovenia, Sudafrica, Spagna, Sri Lanka, Portogallo, Svizzera, Regno Unito, Ucraina, Zambia, Zimbabwe |       |
| Stockmann                                  | Finlandia             | Estonia, Lettonia, Russia |       |
| SuperValu                                  | Irlanda               | Spagna, Regno Unito (Irlanda del Nord) |       |
| SuperValu                                  | Irlanda               | Spagna, Regno Unito (Irlanda del Nord) |       |
| SuperValu                                  | Stati Uniti           | |       |
| SuperValue                                 | Nuova Zelanda         | |       |
| Tesco                                      | Regno Unito           | Repubblica Ceca, Ungheria, India, Irlanda, Malesia, Slovacchia, Francia, Giappone, Stati Uniti, Corea del Sud, Turchia, Polonia, Tailandia |       |
| Tía SA                                     | Ecuador               | Colombia, Uruguay |       |
| TF Value Mart                              | Malaysia              | Malaysia |       |
| Veropoulos                                 | Grecia                | Macedonia del Nord, Serbia |       |
| Walmart                                    | Stati Uniti           | Argentina, Brasile, Canada, Cile (come Lider), Cina, Costa Rica, El Salvador, Guatemala, Honduras, Messico, Nicaragua, Regno Unito (come ASDA) |       |
| Wellcome                                   | Hong Kong             | Filippine, Taiwan |       |
| Whole Foods Market                         | Stati Uniti           | Canada, Regno Unito |       |
| Woolworths Supermarkets                    | Australia             | Nuova Zelanda (etichettata Countdown dal 2010) |       |
| A&P                                        | Stati Uniti           | |       |
| Albertsons                                 | Stati Uniti           | |       |
| Barber's Super Market                      | Stati Uniti           | |       |
| BI-LO                                      | Stati Uniti           | |       |
| BI-LO                                      | Australia             | |       |
| Byerly's                                   | Stati Uniti           | |       |
| Cub                                        | Stati Uniti           | |       |
| Remke Markets                              | Stati Uniti           | |       |
| Giant Food Stores                          | Stati Uniti           | |       |
| Grand Union                                | Stati Uniti           | |       |
| Food City                                  | Stati Uniti           | |       |
| Food Lion                                  | Stati Uniti           | |       |
| FOODWAY Discount Foods                     | Stati Uniti           | |       |
| Ingles                                     | Stati Uniti           | |       |
| Jewel                                      | Stati Uniti           | |       |
| Kohl's                                     | Stati Uniti           | |       |
| Kowalski's                                 | Stati Uniti           | |       |
| Kroger                                     | Stati Uniti           | |       |
| Piggly Wiggly                              | Stati Uniti           | |       |
| Safeway                                    | Stati Uniti           | Canada, Regno Unito, Australia (ribattezzata Woolworths nel 2008), Germania Ovest, Messico, Arabia Saudita, Giordania |       |
| Winn-Dixie                                 | Stati Uniti           | |       |
| Dominion                                   | Canada                | |       |
| Sobey's                                    | Canada                | |       |
| Provigo                                    | Canada                | |       |
| IGA                                        | Stati Uniti           | Canada, Australia, Filippine, Dominica |       |
| IGA (Australia)                            | Australia             | |       |
| Metro                                      | Canada                | |       |
| Maxi (Canada)                              | Canada                | |       |
| Maxi (Serbia)                              | Serbia                | |       |
| ICA Gruppen                                | Svezia                | Lettonia, Norvegia, Lituania, Estonia |       |
| Norma                                      | Germania              | Francia, Repubblica Ceca, Austria |       |
| PLUS                                       | Olanda                | |       |
| Plus                                       | Germania              | Austria, Spagna, Polonia, Ungheria, Repubblica Ceca, Romania, Portogallo, Cipro, Grecia, Bulgaria, Stati Uniti |       |
| Ahold                                      | Olanda                | Polonia |       |
| Ahold                                      | Olanda                | Belgio, Germania |       |
| Konsum                                     | Germania              | |       |
| Kooperativa Förbundet                      | Svezia                | |       |
| ASDA                                       | Regno Unito           | |       |
| Budgens                                    | Regno Unito           | |       |
| Happy Shopper                              | Regno Unito           | |       |
| Marks & Spencer                            | Regno Unito           | |       |
| Victor Value                               | Regno Unito           | |       |
| Sainsbury's                                | Regno Unito           | |       |
| Waitrose                                   | Regno Unito           | Gran Bretagna e Isole del Canale |       |
| Ralphs                                     | Stati Uniti           | |       |
| Smith's Food and Drug                      | Stati Uniti           | |       |
| Vons                                       | Stati Uniti           | |       |
| Morrisons                                  | Regno Unito           | |       |
| Colruyt                                    | Belgio                | |       |
| GB                                         | Belgio                | |       |
| Ed                                         | Francia               | |       |
| Leader Price                               | Francia               | Gibuti, Camerun, Vanuatu, Guinea, Togo, Capo Verde, Mauritania, Serbia, Marocco, Saint Martin, Libano, Guyana francese, Belgio, Egitto, Martinica, Emirati Arabi Uniti, Madagascar, Arabia Saudita, Giordania, Kuwait, Italia, Guadalupa, Riunione |       |
| Franprix                                   | Francia               | |       |
| Inno                                       | Belgio                | |       |
| Monoprix                                   | Francia               | |       |
| Système U                                  | Francia               | |       |
| Uniprix                                    | Canada                | |       |
| Rainbow Foods                              | Stati Uniti           | |       |
| Fry's Food and Drug                        | Stati Uniti           | |       |
| Amigo                                      | Porto Rico            | |       |
| Econo                                      | Porto Rico            | |       |
| Obs                                        | Norvegia              | |       |
| Bilka                                      | Danimarca             | |       |
| Pueblo                                     | Uruguay               | |       |
| Safeway UK                                 | Regno Unito           | |       |
| Lucky Stores                               | Stati Uniti           | |       |
| Kwik Save                                  | Regno Unito           | |       |
| Somerfield                                 | Regno Unito           | |       |
| Co-op                                      | Regno Unito           | |       |
| Save-Mart                                  | Stati Uniti           | |       |
| Super de Boer                              | Olanda                | |       |
| Kmart                                      | Stati Uniti           | |       |
| Carrs-Safeway                              | Stati Uniti           | |       |
| Genuardi's                                 | Stati Uniti           | |       |
| Pavilions                                  | Stati Uniti           | |       |
| Randalls                                   | Stati Uniti           | |       |
| Tom Thumb                                  | Stati Uniti           | |       |
| Farmer Jack                                | Stati Uniti           | |       |
| Meijer                                     | Stati Uniti           | |       |
| Spartan Stores                             | Stati Uniti           | |       |
| Iceland                                    | Regno Unito           | Irlanda, Repubblica Ceca, Spagna, Portogallo, Malta, Norvegia |       |
| FoodLand                                   | Stati Uniti           | |       |
| Foodland                                   | Australia             | |       |
| [Retail Group]                             | Australia             | |       |
| Foodland Hawaii                            | Stati Uniti           | |       |
| Loblaws                                    | Canada                | |       |
| Loeb                                       | Canada                | |       |
| Stater Bros.                               | Stati Uniti           | |       |
| Bashas'                                    | Stati Uniti           | |       |
| QFC                                        | Stati Uniti           | |       |
| Raley's Supermarkets                       | Stati Uniti           | |       |
| Wild Oats Markets                          | Stati Uniti           | |       |
| Coles                                      | Australia             | |       |
| Kmart Australia                            | Australia             | |       |
| Big W                                      | Australia             | |       |
| Myer                                       | Australia             | |       |
| Big Fresh                                  | Nuova Zelanda         | |       |
| Franklins                                  | Australia             | |       |
| Countdown                                  | Nuova Zelanda         | |       |
| Foodtown                                   | Nuova Zelanda         | |       |
| New World                                  | Nuova Zelanda         | |       |
| Pak'nSave                                  | Nuova Zelanda         | |       |
| Woolworths (New Zealand supermarket chain) | Nuova Zelanda         | |       |
| C1000                                      | Olanda                | |       |
| Jumbo                                      | Olanda                | |       |
| Jumbo Chile                                | Chile                 | Argentina, Colombia |       |
| Weingarten's                               | Stati Uniti           | |       |
| Gima                                       | Romania               | |       |
| Mega Image                                 | Romania               | |       |
| Amigo Supermarkets                         | Porto Rico            | |       |
| Zellers                                    | Canada                | |       |
| Zehrs                                      | Canada                | |       |
| XXL                                        | Romania               | |       |
| Profi                                      | Romania               | |       |
| Wegmans                                    | Regno Unito           | |       |
| Esselunga                                  | Italia                | |       |
| Standa                                     | Italia                | |       |
| Supermercado La Franco Italiana            | Venezuela             | |       |
| Happy Harry's                              | Stati Uniti           | |       |
| Great Food Hall                            | Hong Kong             | |       |
| Taste                                      | Hong Kong             | |       |
| Gourmet                                    | Hong Kong             | |       |
| Atlantic Superstore                        | Canada                | |       |
| Hannaford                                  | Stati Uniti           | |       |
| Price Chopper                              | Stati Uniti           | |       |
| Price Chopper                              | Stati Uniti           | |       |
| Price Chopper (New Zealand)                | Nuova Zelanda         | |       |
| FreshCo                                    | Canada                | |       |
| Shaw's and Star Market                     | Stati Uniti           | |       |
| Star Market                                | Stati Uniti           | |       |
| Alfa-Beta Vassilopoulos                    | Grecia                | |       |
| Supermercados Gigante                      | Messico               | |       |
| CTown Supermarkets                         | Stati Uniti           | |       |
| The Food Emporium                          | Stati Uniti           | |       |
| Key Food                                   | Stati Uniti           | |       |
| Shop-Rite (Canada)                         | Canada                | |       |
| Shop-Rite (Isle of Man)                    | Isola di Man          | |       |
| Shoprite Holdings Ltd                      | Sudafrica             | Namibia, Zambia, Zimbabwe, Uganda |       |
| ShopRite (United States)                   | Stati Uniti           | |       |
| Waldbaum's                                 | Stati Uniti           | |       |
| Fairway Market                             | Stati Uniti           | |       |
| Fairway Markets                            | Canada                | |       |
| Fareway                                    | Stati Uniti           | |       |
| Trader Joe's                               | Stati Uniti           | |       |
| Kooperativa Förbundet                      | Svezia                | |       |
| RIMI                                       | Norvegia              | |       |
| REWE                                       | Germania              | |       |
| REWE Group                                 | Germania              | Francia, Ucraina, Svizzera, Polonia, Croazia, Romania, Russia, Bulgaria, Slovacchia, Ungheria, Repubblica Ceca, Italia, Austria |       |
| Metro AG                                   | Germania              | Moldavia, Slovacchia, Kazakistan, Serbia, Pakistan, Portogallo, Croazia, Bulgaria, Austria, Repubblica Ceca, Ungheria, Paesi Bassi, Argentina, Ucraina, Polonia, Romania, Turchia, Spagna, Italia, Russia, Francia |       |
| PrisXtra                                   | Svezia                | |       |
| Your Independent Grocer                    | Canada                | |       |
| Lojas Americanas                           | Brasile               | |       |
| Bompreço                                   | Brasile               | |       |
| Cold Storage                               | Singapore             | Malaysia |       |
| NTUC FairPrice                             | Singapore             | |       |
| Giant (hypermarket)                        | Malaysia              | Singapore, Brunei, Cambogia, Indonesia, Vietnam |       |
| Save-A-Lot                                 | Stati Uniti           | |       |
| Bruno's                                    | Stati Uniti           | |       |
| Giant Food (Landover)                      | Stati Uniti           | |       |
| Tops Friendly Markets                      | Stati Uniti           | |       |
| Tops Supermarket                           | Tailandia             | |       |
| 99 Ranch Market                            | Stati Uniti           | |       |
| Quinnsworth                                | Irlanda               | |       |
| Pingo Doce                                 | Portogallo            | |       |
| Booths                                     | Regno Unito           | |       |
| Hong Kong Supermarket                      | Stati Uniti           | |       |
| Food Basics                                | Canada                | |       |
| A&P Canada                                 | Canada                | |       |
| No Frills                                  | Canada                | |       |
| Giant Eagle                                | Stati Uniti           | |       |
| Seafood City                               | Stati Uniti           | Canada |       |
| Shun Fat Supermarket                       | Stati Uniti           | |       |
| Publix                                     | Stati Uniti           | |       |
| EG Group                                   | Regno Unito           | Germania, Francia, Belgio, Paesi Bassi, Lussemburgo, Italia, Stati Uniti, Australia, Irlanda |       |
| Shoppers Food & Pharmacy                   | Stati Uniti           | |       |
| Farm Fresh Food & Pharmacy                 | Stati Uniti           | |       |
| Acme Markets                               | Stati Uniti           | |       |
| Super Saver Foods                          | Stati Uniti           | |       |
| Hy-Vee                                     | Stati Uniti           | |       |
| City Market                                | Stati Uniti           | |       |
| City Market (Mexico)                       | Messico               | |       |
| Dillons                                    | Stati Uniti           | |       |
| Hilander Foods                             | Stati Uniti           | |       |
| JayC Food Stores                           | Stati Uniti           | |       |
| City Market (US grocery store chain)       | Stati Uniti           | |       |
| Owen's Market                              | Stati Uniti           | |       |
| Carr's                                     | Regno Unito           | |       |
| Delhaize Group                             | Belgio                | Repubblica Ceca, Lussemburgo, Grecia, Romania, Serbia, Stati Uniti, Indonesia |       |
| Real                                       | Germania              | Polonia |       |
| Castorama                                  | Francia               | Polonia |       |
| Nomi                                       | Polonia               | |       |
| MediaMarkt                                 | Germania              | Austria, Belgio, Ungheria, Italia, Lussemburgo, Paesi Bassi, Polonia, Spagna, Svizzera, Turchia |       |
| IKEA                                       | Svezia                | Norvegia, Danimarca, Svizzera, Germania, Giappone, Australia, Hong Kong, Canada, Austria, Paesi Bassi, Singapore, Spagna, Francia, Islanda, Arabia Saudita, Belgio, Kuwait, Stati Uniti, Regno Unito, Italia, Ungheria, Polonia, Repubblica Ceca, Serbia, Emirati Arabi Uniti, Slovacchia, Taiwan, Finlandia, Malesia, Cina, Russia, Grecia, Israele, Portogallo, Turchia, Cipro, Romania, Irlanda, Repubblica Dominicana, Bulgaria, Tailandia, Macao, Lituania, Porto Rico, Egitto, Qatar, Croazia, Indonesia, Giordania, Corea del Sud, Marocco, Bahrein, India, Lettonia, Estonia, Ucraina, Messico, Filippine, Slovenia, Cile, Oman, Colombia |       |
| Office Depot                               | Stati Uniti           | |       |
| Albert Czech Republic                      | Repubblica Ceca       | |       |
| Biedronka                                  | Polonia               | |       |
| Scott's Food & Pharmacy                    | Stati Uniti           | |       |
| Tempo Centar                               | Serbia                | |       |
| Extra                                      | Norvegia              | |       |
| Coop Forum                                 | Svezia                | |       |
| Pressbyrån                                 | Svezia                | |       |
| Continente                                 | Portogallo            | |       |
| Sonae                                      | Portogallo            | |       |
| Ultra Food & Drug                          | Canada                | |       |
| Tesco Ireland                              | Irlanda               | |       |
| Caprabo                                    | Spagna                | Andorra |       |
| Julius Meinl                               | Austria               | |       |
| Centra                                     | Irlanda               | |       |
| The Cope                                   | Irlanda               | |       |
| Fortinos                                   | Canada                | |       |
| Les Mousquetaires                          | Francia               | |       |
| Alcampo                                    | Spagna                | |       |
| Daiei                                      | Giappone              | |       |
| Aurrerá                                    | Messico               | |       |
| Soriana                                    | Messico               | |       |
| Comercial Mexicana                         | Messico               | |       |
| Kingfisher plc                             | Regno Unito           | |       |
| S Group                                    | Finlandia             | |       |
| Overwaitea Foods                           | Canada                | |       |
| Kopeyka                                    | Russia                | |       |
| Pyaterochka                                | Russia                | |       |
| Seiyu Group                                | Giappone              | |       |
| Albert Heijn                               | Olanda                | Belgio |       |
| Save-On-Foods                              | Canada                | |       |
| Nakumatt                                   | Kenia                 | |       |
| Uchumi                                     | Kenia                 | |       |
| Coin                                       | Italia                | |       |
| UPIM                                       | Italia                | |       |
| Watsons                                    | Hong Kong             | Cina continentale, Indonesia, Macao, Malesia, Filippine, Singapore, Taiwan, Tailandia, Turchia, Ucraina, Emirati Arabi Uniti, Vietnam, Arabia Saudita, Qatar |       |
| Circle K                                   | Stati Uniti           | Cambogia, Canada, Cina, Costa Rica, Danimarca, Egitto, Estonia, Guam, Honduras, Hong Kong, Indonesia, Irlanda, Lettonia, Lituania, Macao, Malesia, Messico, Marocco, Nuova Zelanda, Norvegia, Filippine, Polonia, Sudafrica, Svezia, Emirati Arabi Uniti, Vietnam |       |
| Hero                                       | Indonesia             | |       |
| Sogo                                       | Giappone              | Cina, Hong Kong, Taiwan, Indonesia, Malesia, Singapore, Tailandia, Regno Unito |       |
| Yaohan                                     | Giappone              | Hong Kong, Macao, Malesia, Singapore, Tailandia, Indonesia |       |
| Meidi-Ya                                   | Giappone              | Singapore |       |
| UNY                                        | Giappone              | Cina, Hong Kong |       |
| Flemings                                   | Australia             | |       |
| Lotus's                                    | Tailandia             | Malaysia |       |
| Krónan                                     | Islanda               | |       |
| Action Supermarkets                        | Australia             | |       |
| Compre Bem                                 | Brasile               | |       |
| Extra Hipermercados                        | Brasile               | |       |
| Sendas                                     | Brasile               | |       |